# Vaso de fideos

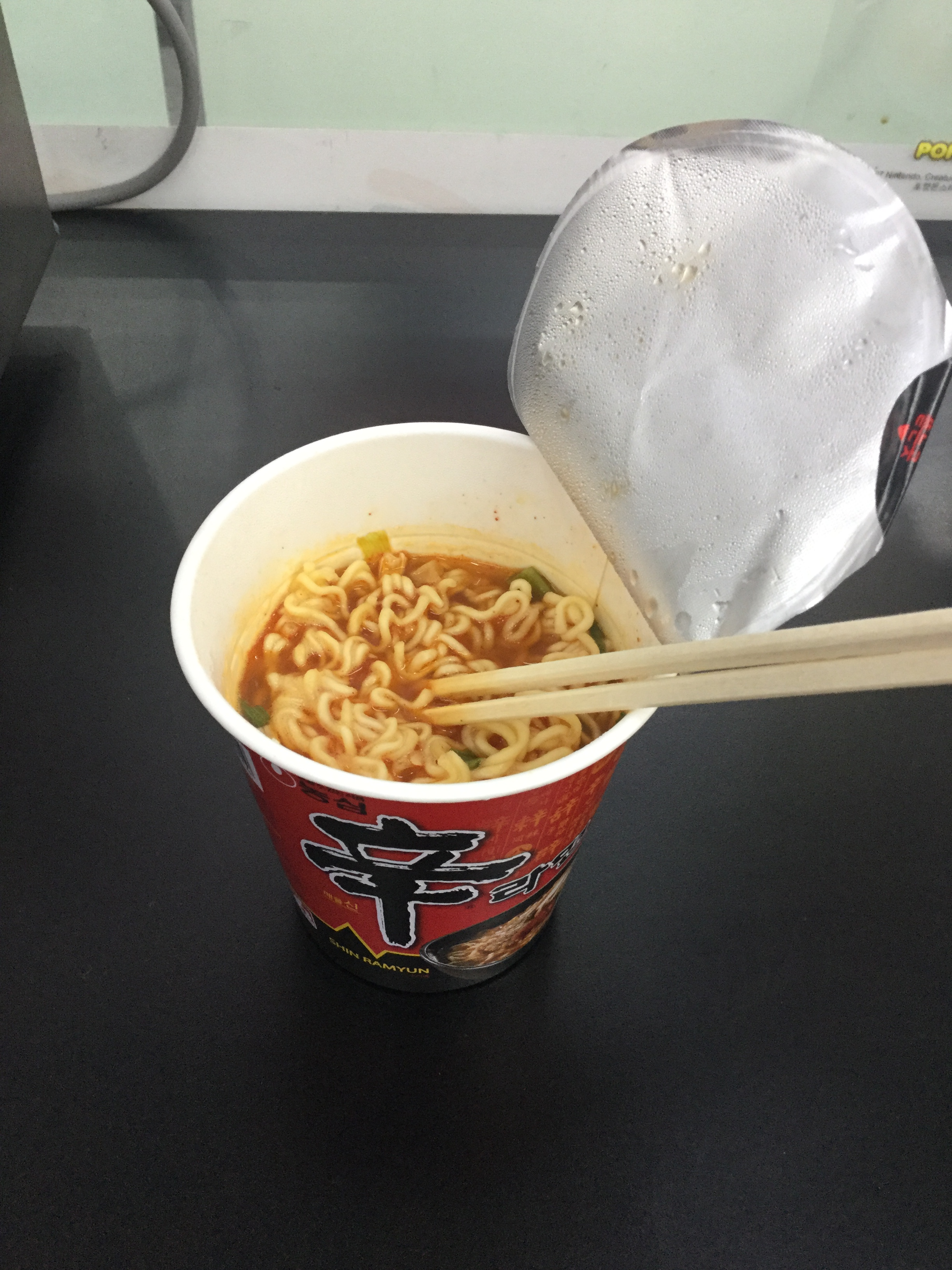
Vaso de fideos con palillos, listo para consumir.

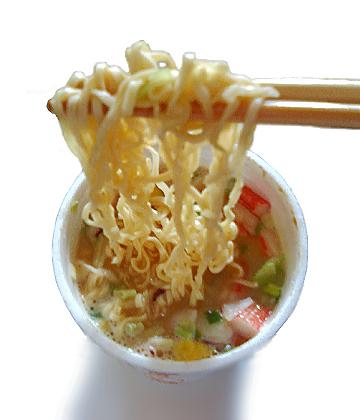
Un vaso de fideos con sabor a pescado de la marca Cup Noodles de Nissin, considerada como la precursora del alimento.

Un vaso de fideos es la denominación popular para el envase de un tipo de fideos instantáneos similar a una sopa ramen de fideos, que se sirve en el interior de un vaso grande de plástico o poliestireno. El producto fue inventado como Cup Noodle (カップヌードル Kappu Nūdoru?) por Momofuku Andō, fundador de la empresa alimenticia japonesa Nissin Foods.
Los fideos deshidratados se encuentran dentro de un recipiente resistente al agua, que se emplea para cocinarlos sin necesidad de otros utensilios. Existen distintos sabores y variantes con vegetales o carne, así como varias marcas por todo el mundo. El plato se caracteriza como comida rápida por su bajo coste y fácil preparación.
En ocasiones, la sopa de fideos instantáneos se ha considerado "comida basura" por su contenido. El alimento presenta un alto nivel en carbohidratos, sodio y grasas saturadas, junto a niveles bajos en fibras, vitaminas y minerales.

## Historia
La sopa de fideos instantáneos fue inventada en 1958 por Momofuku Andō, un empresario taiwanés fundador de la empresa Nissin Foods. Ese año, Andō desarrolló unos fideos precocinados y deshidratados, con sabor a pollo. El producto se comercializó como Chikin Ramen (ramen de pollo), y en sus primeros años era un producto más caro que los platos tradicionales, como udon o soba.
El 18 de septiembre de 1970, Andō abrió una empresa subsidiaria para la venta de sus fideos instantáneos en Estados Unidos. Ya que en ese país no estaban acostumbrados al empaquetado tradicional de este alimento, Andō diseñó una copa grande de poliestireno reutilizable, que sólo necesitaba agua caliente y reposo para su preparación. El producto fue lanzado en 1971 como Cup Noodle (カップヌードル Kappu Nūdoru?), y sus ventas se dispararon en Japón con la fuerte caída de precios de los fideos instantáneos. Su éxito propició el lanzamiento de nuevos sabores como ternera, curry o marisco.
La aceptación del producto hizo que Andō creara una empresa subsidiaria para vender los vasos de fideos en el extranjero, primero en todo el continente asiático -donde tiene su mayor cuota de mercado- y después en otros lugares como Estados Unidos y Europa. Aunque en principio la marca en el extranjero fue Cup O'Noodles, en 1993 se modificó por Cup Noodles. Cup Noodle es la marca más conocida de este tipo de fideos, pero también surgieron otras como Pot Noodle (de Unilever) o Maruchan.

## Preparación
La preparación del ramen instantáneo es simple, porque el alimento se encuentra deshidratado en el interior del envase y solo necesita agua caliente. El envase se destapa sin abrirlo del todo, y se introduce agua hirviendo. Después se vuelve a tapar durante tres minutos, hasta que los fideos estén listos.